# Weston (Nyugat-Virginia)
Weston település az Amerikai Egyesült Államok Nyugat-Virginia államában, Lewis megyében, melynek megyeszékhelye is. Lakosainak száma 3952 fő (2020. április 1.).

## Népesség
A település népességének változása:

| 2010 | 4 110 |
| 2020 | 3 952 |